# Bohaterowie pustyni
Bohaterowie pustyni (ros. Тринадцать) – czarno-biały radziecki film historyczny z 1937 roku w reżyserii Michaiła Romma, wyprodukowany przez Mosfilm. 
Zdjęcia realizowano od lutego do października 1936 roku na pustyni Kara-kum w Turkmenistanie. Jedną z głównych ról, czerwonoarmistę Nikołaja Gusiewa, miał grać Nikołaj Kriuczkow, jednak reżyser ostatecznie zrezygnował z tej postaci.

## Obsada
- Iwan Nowosielcew – Żurawlow, dowódca czerwonoarmistów
- Jelena Kuźmina – Marija, żona Żurawlowa
- Andriej Fajt – podpułkownik Skuratow, przywódca basmaczy
- Aleksandr Czistiakow – profesor Postnikow, geolog
- Iwan Kuzniecow – Akczurin, czerwonoarmista
- Aleksiej Dolinin – Timoszkin, czerwonoarmista
- Petro Masocha – Swiridienko, czerwonoarmista
- Iwan Judin – Pietrow, czerwonoarmista
- Dawid Zolc – Lewkojew, czerwonoarmista
- Wiktor Kułakow – Bałandin, czerwonoarmista
- Stiepan Kryłow – Żurba, czerwonoarmista
- Aleksandr Czekajewski – czerwonoarmista